# 에이치시티
에이치시티(HCT Co., Ltd.)는 대한민국의 시험인증 및 교정기관으로, KCC 인증 및 FCC, CE 인증을 포함한 각국의 인증과 국가공인 계측기 교정 사업을 수행한다. 또한, 입자 카운터와 안테나 개발 사업을 영위하고 있다. 2000년 (주)현대전자(현 SK하이닉스)에서 분사하여 현대교정인증기술원 법인으로 설립되었고, 2007년 "HCT Co., Ltd."로 사명을 변경하였다. 한국과 중국, 미국, 인도네시아에 지사를 가지고 있다.

## 연혁

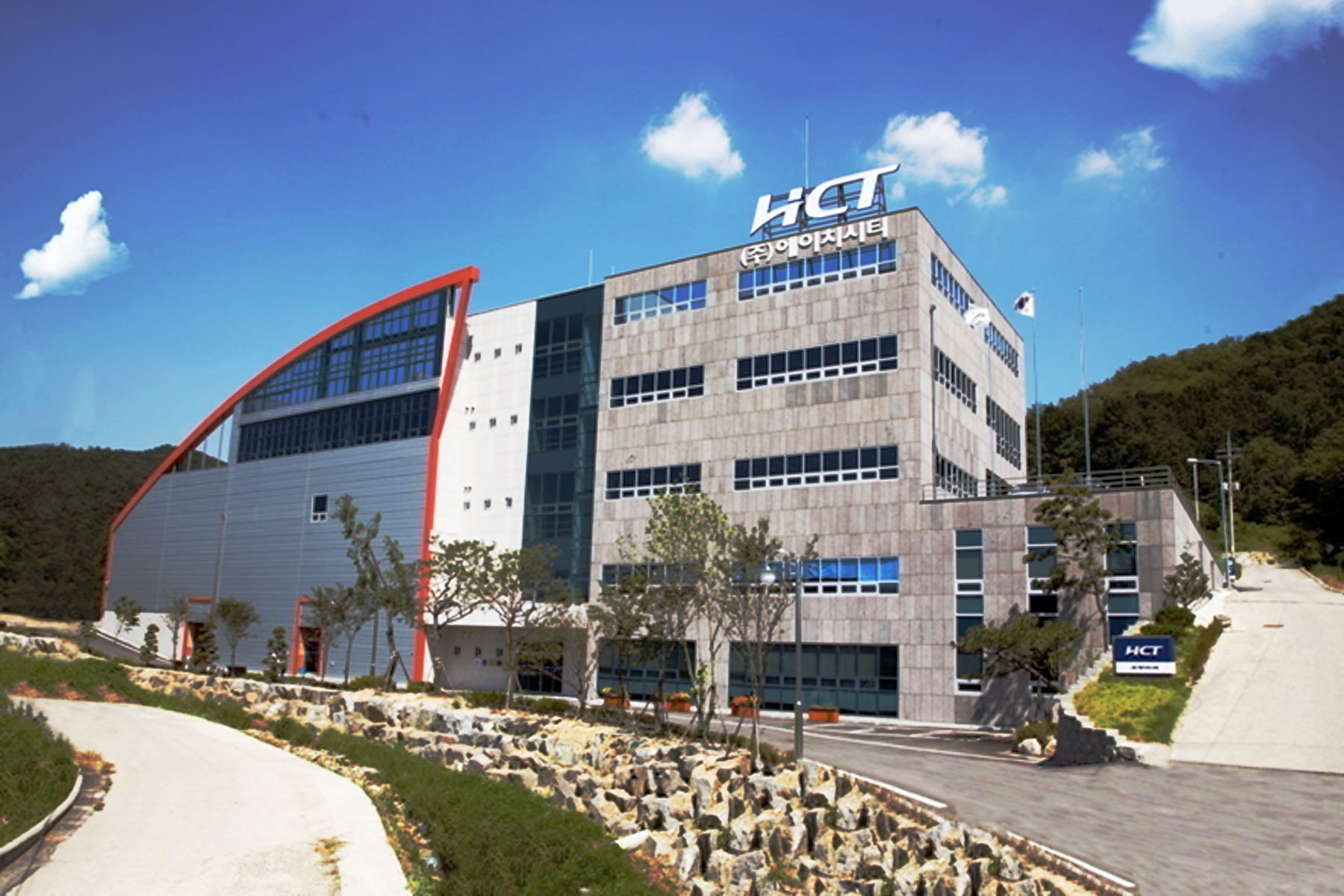
대한민국 이천시에 에이치시티 본사

- 2000년 현대전자에서 분사되어 현대교정인증기술원 법인 설립
- 2000년 KOLAS (ISO / IEC 17025)에서 국가 교정 기관 인증
- 2002년 KOLAS (ISO / IEC 17025)에서 국제 공인 시험 기관 인증
- 2004년 미국 법인 설립
- 2006년 중국 법인 설립
- 2006년 세계 최초의 SNPC (Scanning Nano Particle Counter) 개발.[1][2]
- 2007년 현대교정인증기술원 법인에서 HCT CO., LTD (에이치시티)로 회사명 변경
- 2010년 미국 Dallas에 field test 법인 설립
- 2011년 에이치시티 본사 이전
- 2016년 코스닥 상장
- 2018년 인도네시아 지사 설립

## 제품과 근무

### 적합 시험

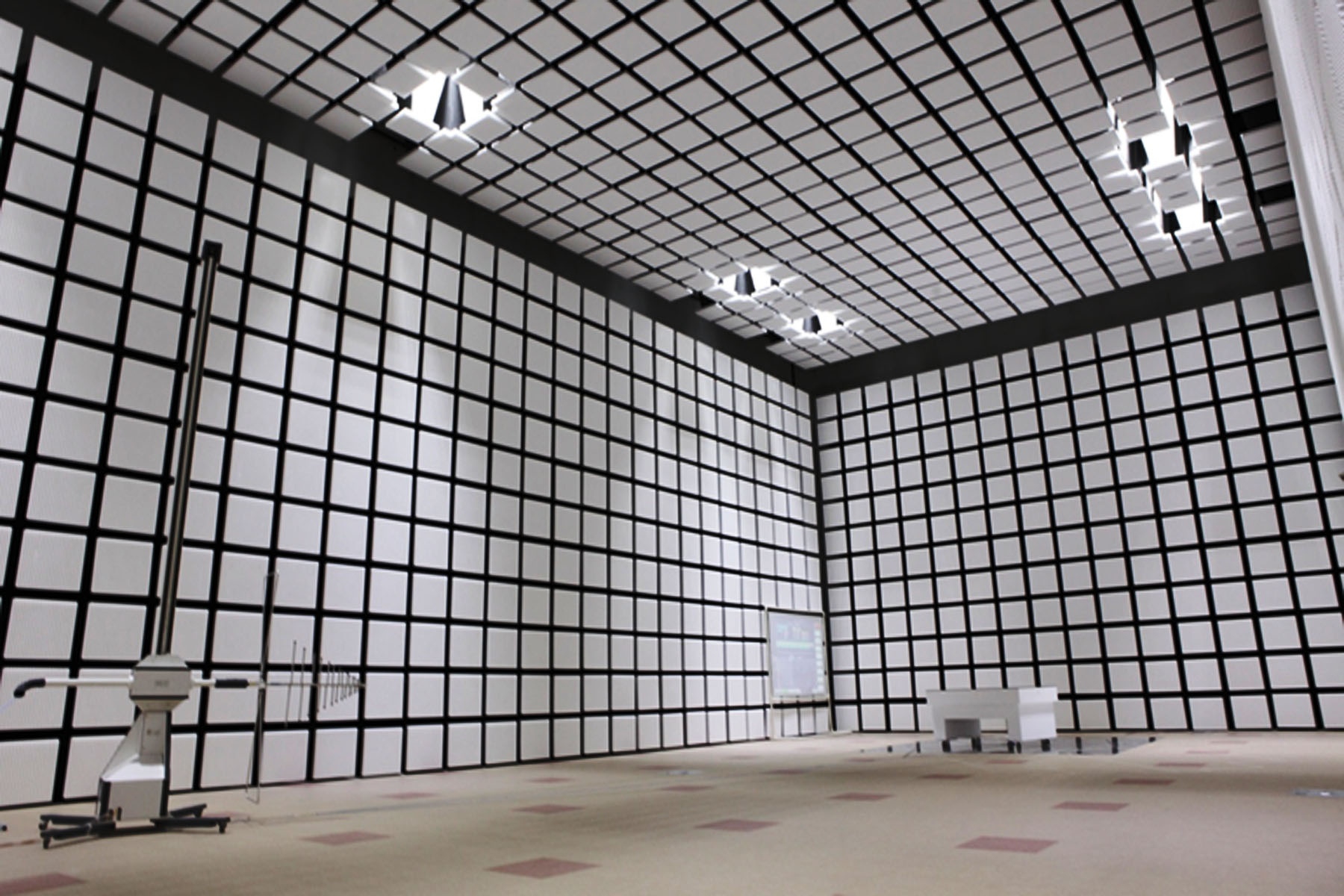
에이치시티 10m 연합 무향 테스트 챔버

- EMC 시험
- RF 시험
- 안전 신뢰 시험
- 배터리 시험
- SAR와 OTA
- 유선 통신
- 무선 통신

### 장비 교정
- SAR 프로브
- 입자 카운터
- 항공기 이착륙 시스템 교정
- AT4 신호 발생기의 교정 소프트웨어[3]
- NI(National Instrument), Fluke, KANOMAX 한국공인교정기관

### 연구 개발 분야
- 입자상 물질 카운터
- Wide Range Aerosol Particle Spectrometer (WAPS) - 삼성전자와 함께 개발[4]
- 깨끗한 환경 인빠쿠타 -[5]
- 흡입 독성 계[6][7]

### 안테나
- 저주파 카드 안테나
- 휴대 전화 안테나 (내부 타입)
- 휴대 전화의 안테나 (FPCB 타입)
- 자동차 여러 대역의 안테나
- 금속 케이스 이중 SIM 휴대폰 안테나